# لیدل والتر
لیدل والتر (انگلیسی: Little Walter؛ ۱ مهٔ ۱۹۳۰ – ۱۵ فوریهٔ ۱۹۶۸) یک موسیقی‌دان اهل ایالات متحده آمریکا بود. وی بین سال‌های ۱۹۴۵ تا ۱۹۶۸ میلادی فعالیت می‌کرد.